# Рой Брукс
Рой Брукс (англ. Roy Brooks; 9 березня 1938, Детройт, Мічиган — 15 листопада 2005, там само) — американський джазовий ударник і перкусіоніст.  

## Біографія
Народився 31 травня 1937 року в Детройті, штат Мічиган. Захопився барабанами, коли почув гру Елвіна Джонса в клубі Bluebird. Грав з Юсефом Латіфом, Баррі Гаррісом та ін. в El Sino. Працював з Бінсом Боулсом у Lavert's Lounge, потім грав з Four Tops у Лас-Вегасі. Грав з квінтетом Гораса Сільвера (1959—64), Латіфом (1967—70), Фероу Сандерсом (1970), Джеймсом Муді (1970—72), Чарльзом Мінгусом (1972—73).
На початку 1970-х грав з Весом Монтгомері, Сонні Стіттом, Джекі Мак-Ліном, Декстером Гордоном, Долларом Брендом і Four Tops. Став одним із засновників ансамблю M'Boom (Re: Percussion, 1973). У 1973 році створив власний гурт The Artistic Truth. У 1976 році повернувся у Детройт, де заснував освітній центр джазу під назвою Musicians United to Save Indigenous Culture (M.U.S.I.C.). Очолювив власний гурт Aboriginal Percussion Choir на Детройтському джазовому фестивалі (1980). Продовжив виступати у 1990-х з The Artistic Truth. 
У 1994 році провів три тижні в Детройтському інституті психіатрії. Після декількох замахів на злочин, був засуджений до тюремного ув'язнення в 2000 році, але через чотири роки його випустили та помістили у будинок для людей похилого віку.
Помер 15 листопада 2005 року у Детройті у віці 67 років.

## Дискографія
- Beat (Workshop Jazz, 1963)
- The Free Slave (Muse, 1970)
- Ethnic Expressions (Im-Hotep, 1973)
- Black Survival: The Sahel Concert at Town Hall (1974)
- The Smart Set (1979)
- Duet in Detroit (Enja, 1983)
- Roy Brooks & the Improvisational Sphere (Sagittarius A-Star, 2011)